# Mario Chiaudano
Mario Chiaudano (Roma, 20 novembre 1889 – Torino, 27 dicembre 1973) è stato uno storico italiano, storico del diritto.

## Biografia
Nacque nel 1889 a Roma, con la famiglia si trasferì a Torino, dove il padre Giuseppe era divenuto conservatore dell'Armeria Reale nel 1901 e dove Mario frequentò il liceo e l'università, laureandosi in giurisprudenza nel 1912; frequentò nei due anni successivi la scuola di perfezionamento per la scienza delle finanze e il diritto finanziario. Lo scoppio della prima guerra mondiale comportò l'interruzione della sua attività accademica. Si congedò nel 1919 e divenne segretario generale della Società promotrice dell'industria nazionale di Torino e anche della Confederazione generale del commercio italiano (fino al 1926 quando rifiutò d'iscriversi al Partito Nazionale Fascista). Nel 1923 entrò nel Consiglio superiore della previdenza e delle assicurazioni sociali, quindi nel consiglio di amministrazione dell'Istituto nazionale delle assicurazioni e nel consiglio di amministrazione delle Assicurazioni d'Italia. Facendo parte della commissione consultiva per il riordinamento definitivo delle imposte dirette, cercò di far introdurre un'imposta globale sul reddito, senza successo.
Fu autore di numerose opere, tra cui, a partire dal 1925, apprezzati saggi sulla storia del diritto; si dedicò inoltre alla storia del commercio e del diritto commerciale italiano. Nel 1931 iniziò a insegnare presso l'Università di Camerino, passando nel 1933 all'Università di Catania e nel 1935 all'Università di Genova, dove rimase per quasi 25 anni, fino al 1959. Dopo avere occupato nel 1960 la cattedra di storia del diritto italiano a Torino, fu fino al 1963 direttore dell'Istituto di storia del diritto italiano e della Biblioteca Federico Patetta, cui donò nel 1971 parte consistente della propria biblioteca.
Fu socio corrispondente dell'Accademia delle Scienze di Torino per le scienze giuridiche dal 1958 alla morte.
Morì nel 1973 a Torino.

## Opere
(elenco parziale)
- I Rotschild del Duecento. La Gran Tavola di Orlando Bonsignori, Siena, Lazzeri, 1935.
- Luigi Cesare Bollea, Bene Vagienna, Vissio, 1936.
- La strada romana delle Gallie, con fotografie di Domenico Riccardo Peretti-Griva, Torino, 1939.
- (LA) Statuta et capitula societatis Sancti Georgii seu populi Charensis, Torino, 1940.